# Turismo en Afganistán

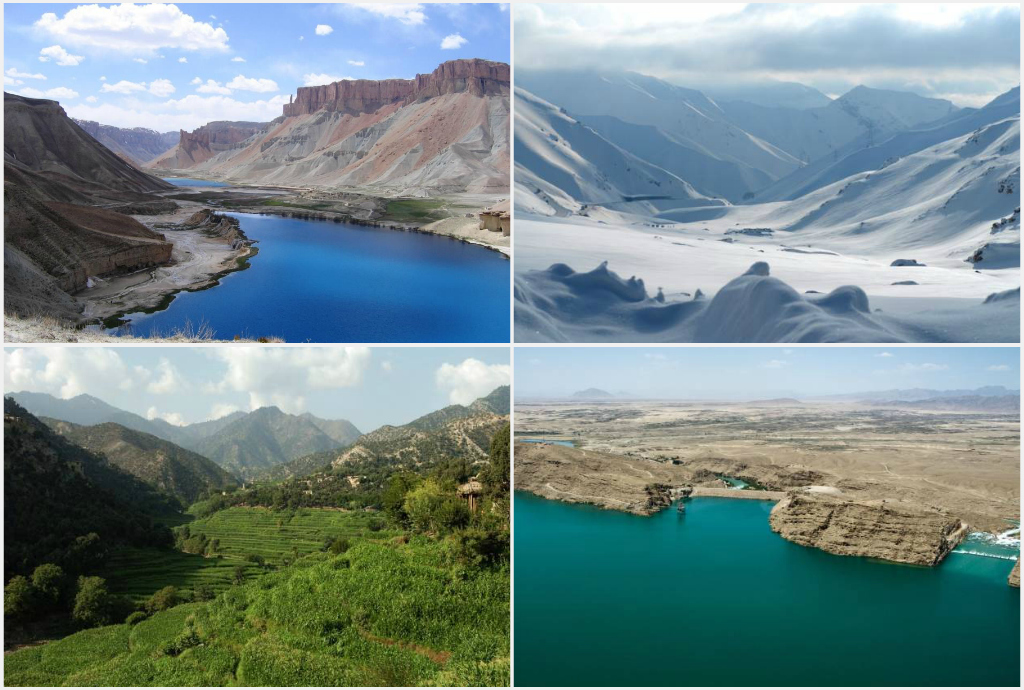
Algunos paisajes populares de Afganistán, de izquierda a derecha: 1. Parque nacional Band-e Amir; 2. Paso de Salang en la provincia de Parwan; 3. Valle de Korangal en la provincia de Kunar; y 4. Presa de Kajaki en el valle de la provincia de Helmand.

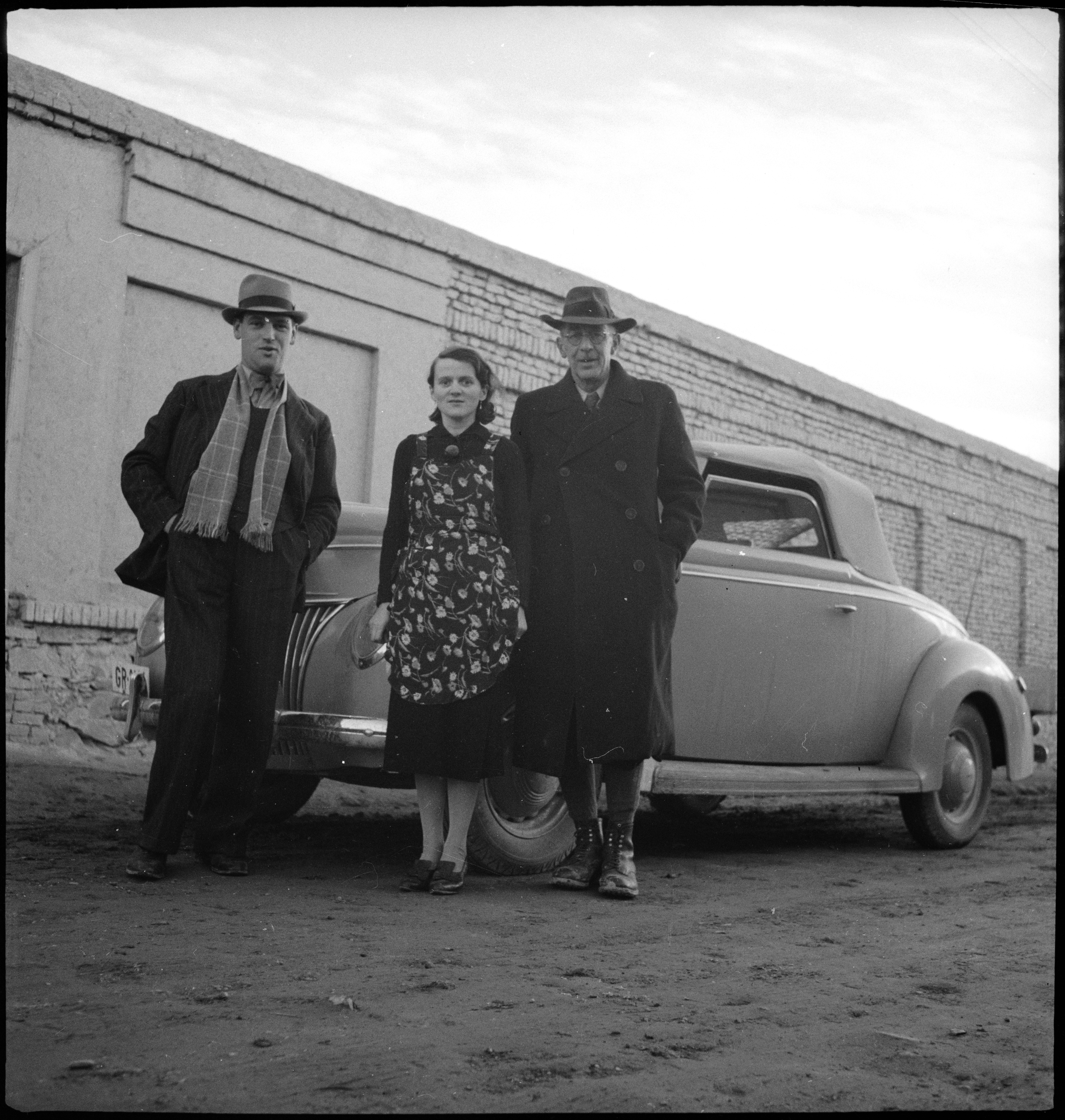
Turistas extranjeros en Kabul en la década de 1940.

El Turismo en Afganistán, desarrollado con la ayuda del gobierno a principios de la década de 1970, había revivido a aproximadamente 20.000 visitantes al año en 2016 a pesar de décadas de guerra. Antes de la toma de poder de los talibanes en agosto de 2021, las embajadas afganas emitían entre 15.000 y 20.000 visas de turista al año. Se requiere un pasaporte válido con visa para ingresar a Afganistán. En 1999, las Naciones Unidas estimaron el costo diario de permanecer en Kabul en $ 70 USD .
Afganistán tiene cuatro aeropuertos internacionales, que incluyen el Aeropuerto Internacional Hamid Karzai en Kabul, el Aeropuerto Internacional Maulana Jalaluddin Balkhi en Mazar-i-Sharif, el Aeropuerto Internacional Ahmad Shah Baba en Kandahar y el aeropuerto internacional Khwaja Abdullah Ansari en Herat. También tiene varios aeropuertos regionales, como el aeropuerto de Bamyan, el aeropuerto de Bost, el aeropuerto de Farah, el aeropuerto de Fayzabad, el aeropuerto de Ghazni, el aeropuerto de Jalalabad, aeropuerto de Maymana, aeropuerto de Khost y aeropuerto de Kunduz.
Casas de huéspedes y hoteles se encuentran en todas las ciudades de Afganistán. Algunos de los principales hoteles de Kabul son el Serena Hotel, el Hotel Intercontinental Kabul y el Safi Landmark Hotel.

## Lugares más visitados

### Parque nacional Band-e Amir

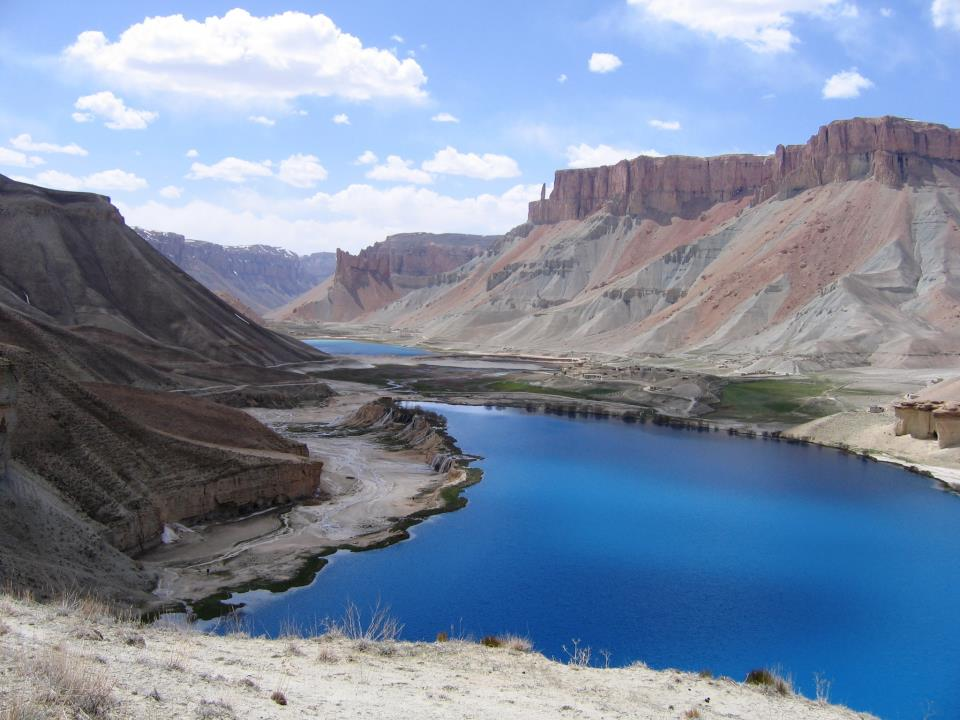
Parque nacional Band-e Amir en la provincia de Bamyan en Afganistán.

El parque nacional Band-e Amir se encuentra en la provincia de Bamyan en Afganistán. Hay varios hoteles modernos en Bamyan, que es la capital de la provincia. El sitio de los Budas de Bamyan también se encuentra en esta provincia. Algunas personas visitan Bamyan en invierno para esquiar.

### Kabul

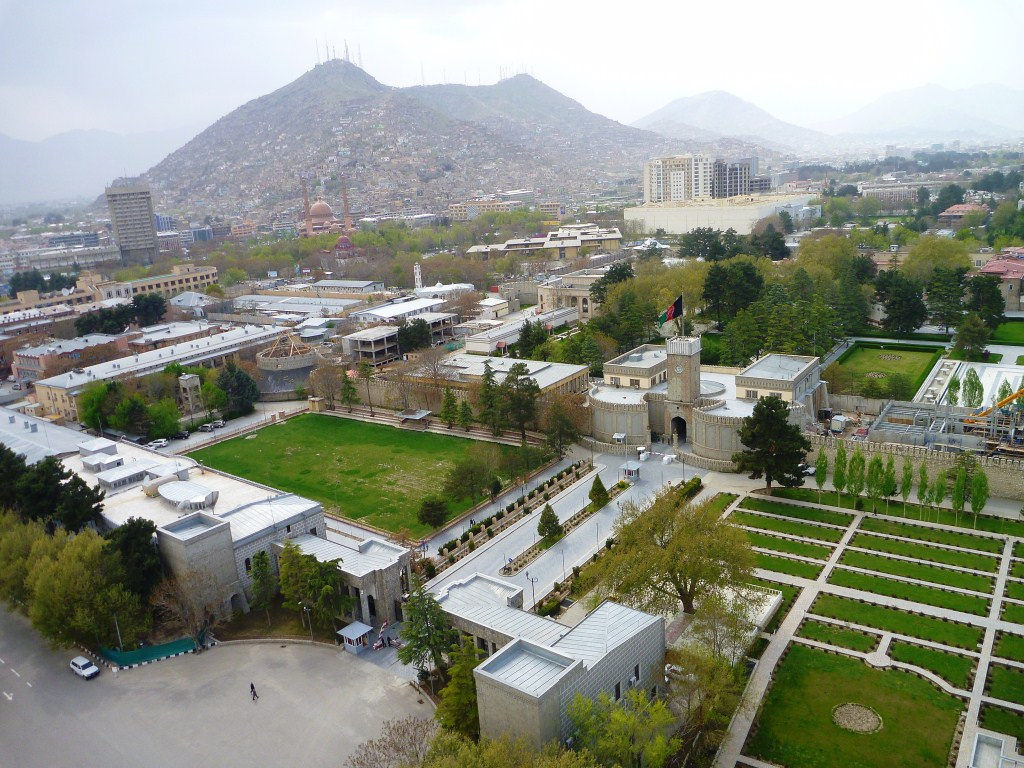
La puerta principal de Arg (Palacio Presidencial de Afganistán)

Los turistas pueden visitar muchos parques y otros lugares en Kabul. El estadio Ghazi a menudo alberga partidos de fútbol. Junto al estadio hay una pista de patinaje cubierta llamada Skateistan. Hay dos pistas de bolos , una se llama Bravo Bowling and Cafe, mientras que la otra se llama Striker Bowling. También hay dos parques acuáticos de interior , y varios snooker y billar clubes en diferentes partes de la ciudad.

### Mezquita Abdul Rahman
La mezquita Abdul Rahman , que se completó a fines de 2009 e inauguró oficialmente en julio de 2012, es una de las mezquitas más grandes de Kabul. Se encuentra junto al parque Zarnegar en la sección Wazir Akbar Khan de la ciudad, no lejos del hotel Serena.

### Mezquita Id Gah
Construida en 1897, la mezquita Id Gah es la más grande de Kabul.

### Palacio presidencial de Afganistán
El Palacio Presidencial de Afganistán también se encuentra en la sección Wazir Akbar Khan de la ciudad. Se llama localmente Arg .

### Bagh-e Babur

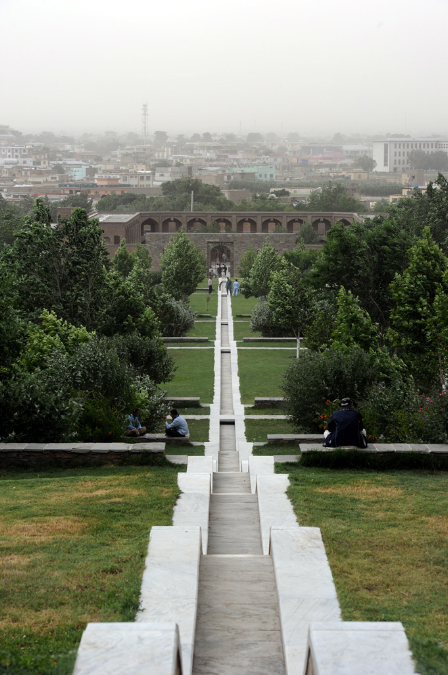
Jardines de Babur

Los jardines de Babur es un parque histórico en Kabul. Es el lugar de descanso del primer emperador mogol Babur. Se cree que los jardines se desarrollaron alrededor de 1528 d. C. (935 d. C.) cuando Babur dio órdenes para la construcción de un jardín en la avenida en Kabul, descrito con cierto detalle en sus memorias, el Baburnama. Lonely Planet describe el parque como "el lugar más encantador de Kabul".

### Darulaman
El Parlamento de Afganistán se encuentra en Darulaman.
El Palacio Darul Amán se encuentra directamente frente al Parlamento afgano en la sección sureste de la ciudad. A partir de 2019, el palacio todavía está en proceso de renovación. Los turistas pueden visitar el interior del palacio una vez que la renovación esté completamente terminada.

### Parque Habibullah Zazai
El parque Habibullah Zazai es el parque de atracciones más grande ubicado en Ahmad Shah Baba Mena y sus alrededores, que se encuentra en el extremo oriental de Kabul. El parque se encuentra en la ladera de una colina y ofrece un gran espacio para caminar con excelentes vistas de la ciudad. Otro parque de este tipo se llama City Park, que es mucho más pequeño.

### Zoológico de Kabul
El zoológico de Kabul tiene alrededor de 280 animales, que incluyen 45 especies de aves y mamíferos y 36 especies de peces. Entre los animales hay dos leones y un khanzir (cerdo), que es extremadamente raro en Afganistán. Hasta 5.000 personas visitan el zoológico durante los fines de semana.

### Museo nacional de Afganistán
El Museo Nacional de Afganistán se encuentra junto al Palacio Darul Amán en la sección sureste de la ciudad. La colección del museo había sido anteriormente una de las más importantes de Asia Central, con más de 100.000 elementos que datan de varios milenios. Con el inicio de la guerra civil en 1992, el museo fue saqueado en numerosas ocasiones, lo que provocó la pérdida del 70% de los 100.000 objetos expuestos. Desde 2007, varias organizaciones internacionales han ayudado a recuperar más de 8.000 artefactos, siendo el más reciente una escultura de piedra caliza de Alemania. El Reino Unido devolvió aproximadamente 843 artefactos en 2012, incluidos los famosos marfiles de Bagram del siglo I.

### Paghman

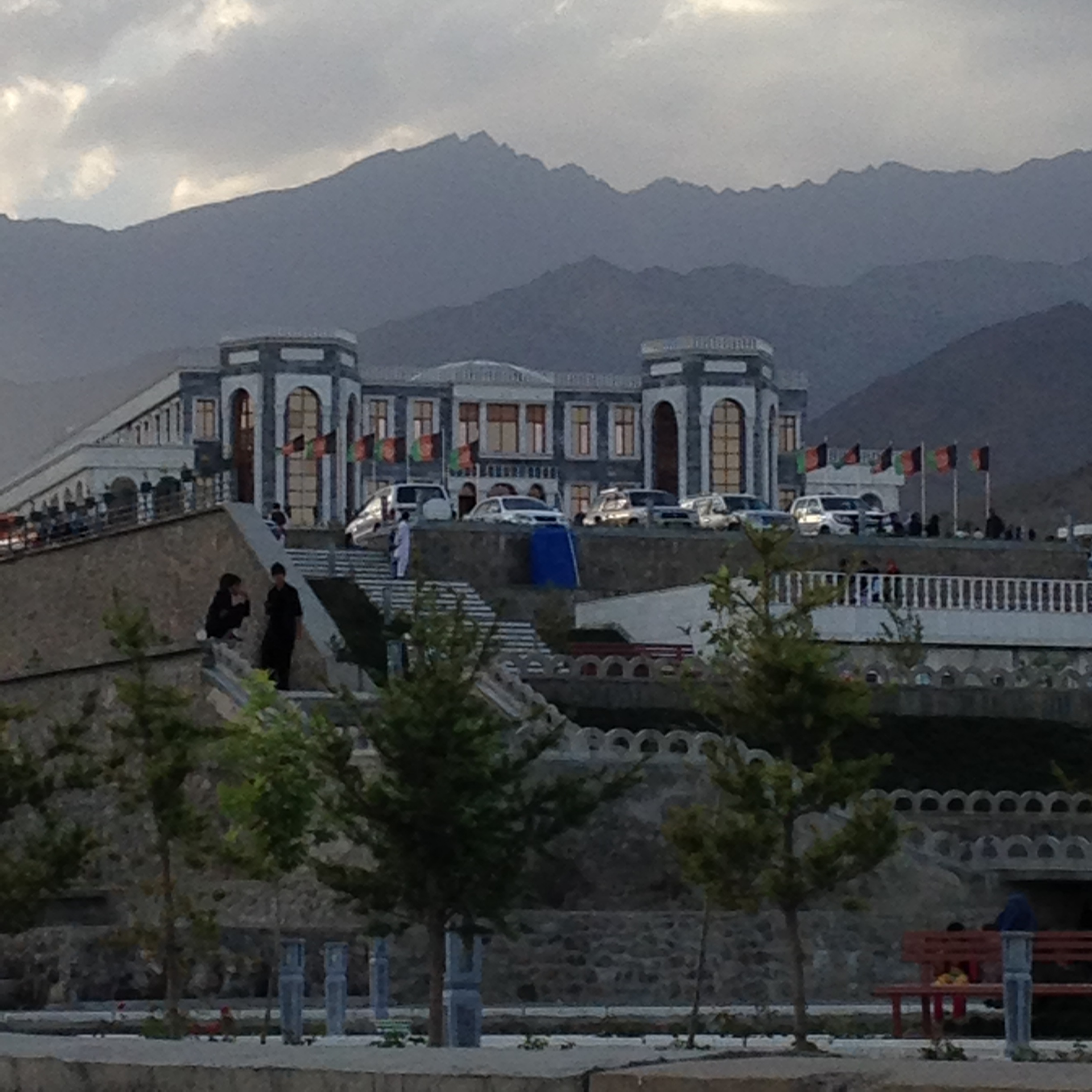
Castillo de Paghman Hill en Paghman.

Paghman se ha utilizado históricamente como refugio de verano y coto de caza. Se encuentra al noroeste de Kabu

### Qargha

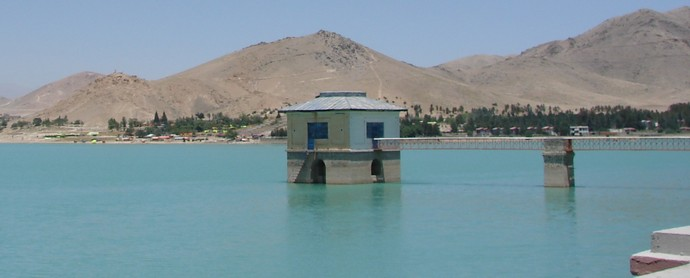
Lago Qhargha en la provincia de Kabul en Afganistán

Qargha es un gran embalse y al lado hay un área de pícnic. Se encuentra en el camino a Paghman.

## Otros lugares

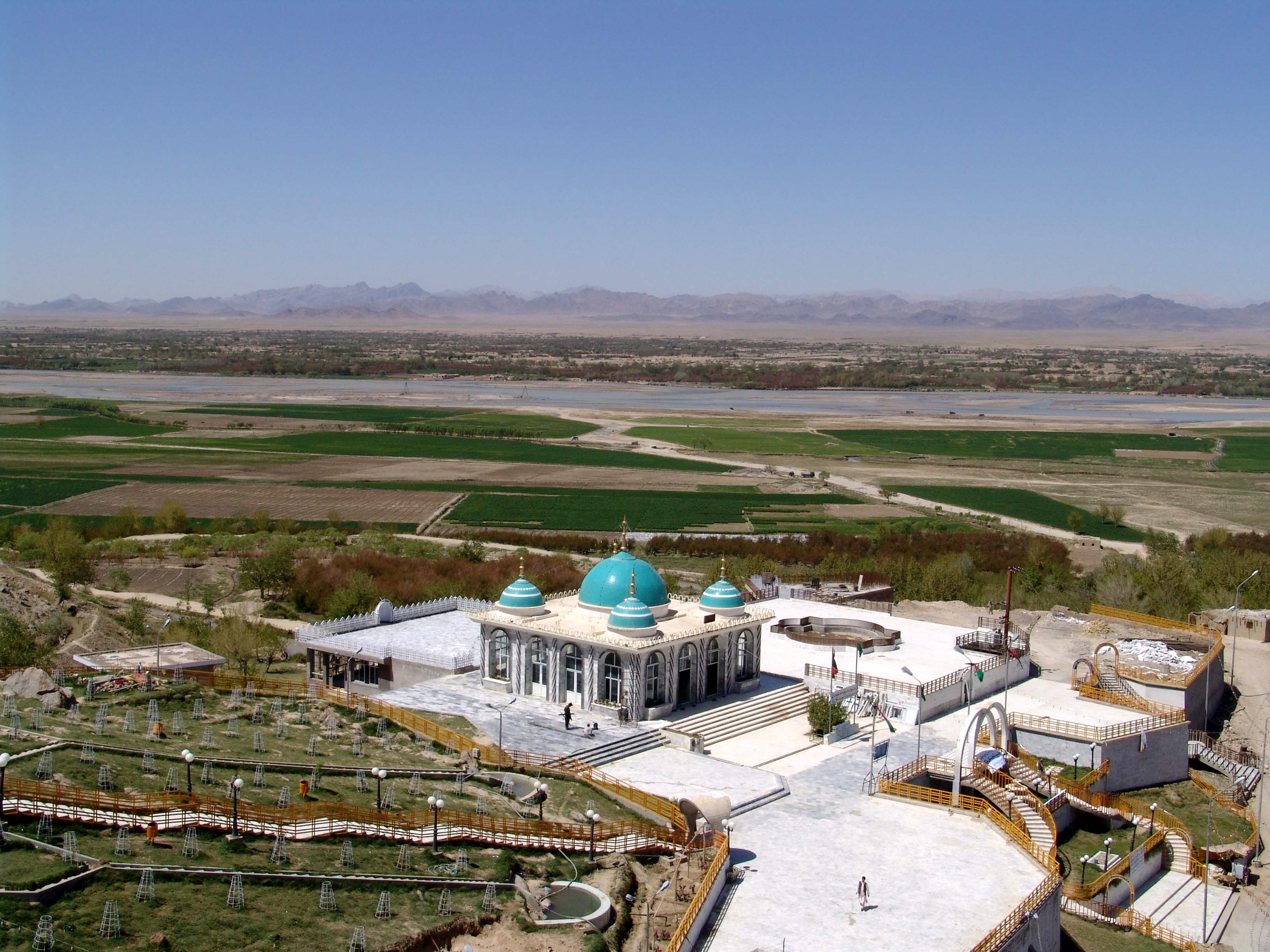
El santuario de Baba Wali junto al río Arghandab en Kandahar, Afganistán

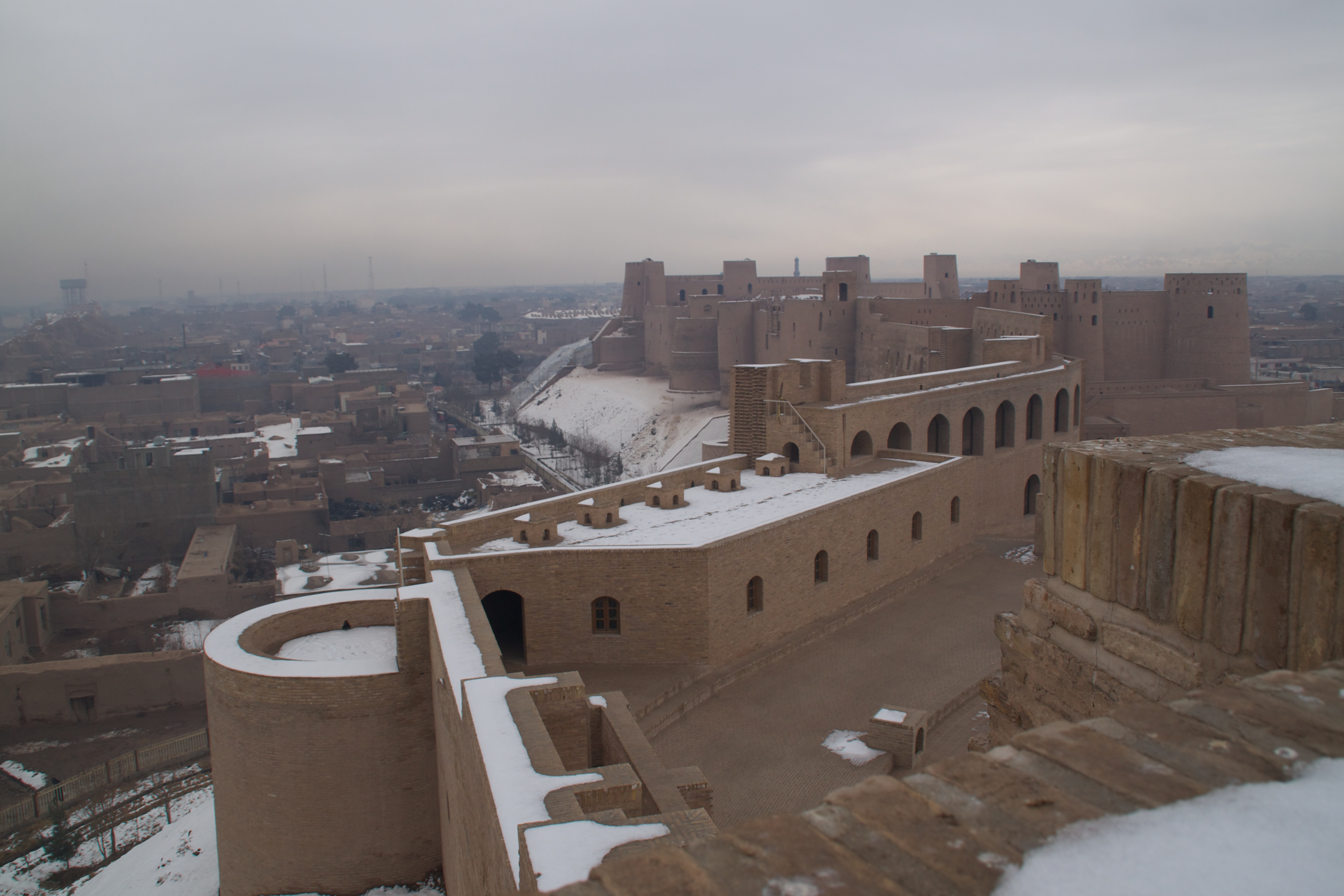
La Ciudadela de Herat, Afganistán

La Civilización del Valle del Indo (IVC) fue una civilización de la Edad del Bronce (3300-1300 aC; período de madurez 2600-1900 aC) que se extendía desde lo que hoy es el noroeste de Pakistán hasta el noroeste de la India y el noreste de Afganistán. Se ha encontrado un sitio del valle del Indo en el río Oxus en Shortugai en el norte de Afganistán. Aparte de Shortughai, los turistas pueden visitar Mundigak en el sur de Afganistán, que es otro sitio notable.
A continuación se muestran algunos sitios turísticos notables lejos de Kabul, en otras ciudades:
- Kandahar
  - Aino Mina (brindando hoteles seguros, restaurantes, lugares de compras, campos deportivos, guías turísticos, etc.)
  - Presa Dahla (ubicada a unos 30 minutos en coche de la ciudad)
  - Mausoleo de Mirwais Hotak
  - Narange Qala (que significa "Castillo de Orange")
  - Santuario de la capa
  - Santuario de Baba Wali (ladera con árboles que ofrecen excelentes vistas del río Arghandab y las granjas)
  - Santuario de Sher Soorkh (lugar de coronación de Ahmad Shah Durrani )

- Herat
  - Gran Mezquita de Herat
  - Ciudadela de Herat
  - Takht-e Safar (ladera con árboles que ofrecen excelentes vistas de la ciudad)

- Mazar-i-Sharif
  - Santuario de Ali

- Minarete de Jam en el distrito de Shahrak de la provincia de Ghor
- Mausoleos de los gobernantes de Ghaznavid en Ghazni
- Mausoleo de Amanulá Khan , Bacha Khan y otros sitios en Jalalabad
- Mausoleo de Ahmad Shah Masud en Bazarak, provincia de Panjshir.

## Problemas culturales y de seguridad
Afganistán es un país totalmente islámico. En el Islam, un turista o un viajero se llama musafir. Por lo general, esa persona es tratada como un diplomático y debe ser protegida por la cultura afgana a toda costa, incluso si desobedece la ley de Afganistán o la cultura afgana. Cada mezquita es un lugar de máxima protección contra los delincuentes comunes. Aunque los afganos en general son muy amigables con los turistas, su país no es muy seguro porque los turistas extranjeros han sido secuestrados y en ocasiones asesinados. Encontrar un guía turístico honesto y confiable es la clave para la seguridad en Afganistán.

## Sellos
A continuación se muestra una serie de sellos postales antiguos de Afganistán de las décadas de 1960 y 1970 que promueven el turismo en el país.

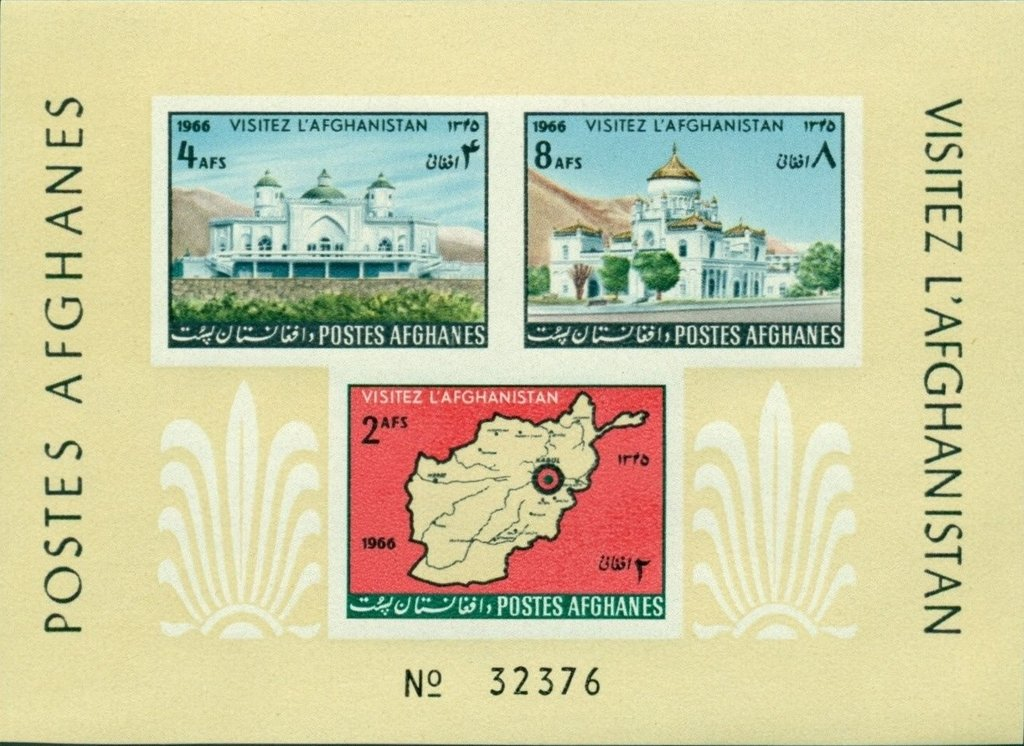
Palacio de Bagh-e Bala y el mausoleo de Abdur Rahman Khan, ambos en Kabul
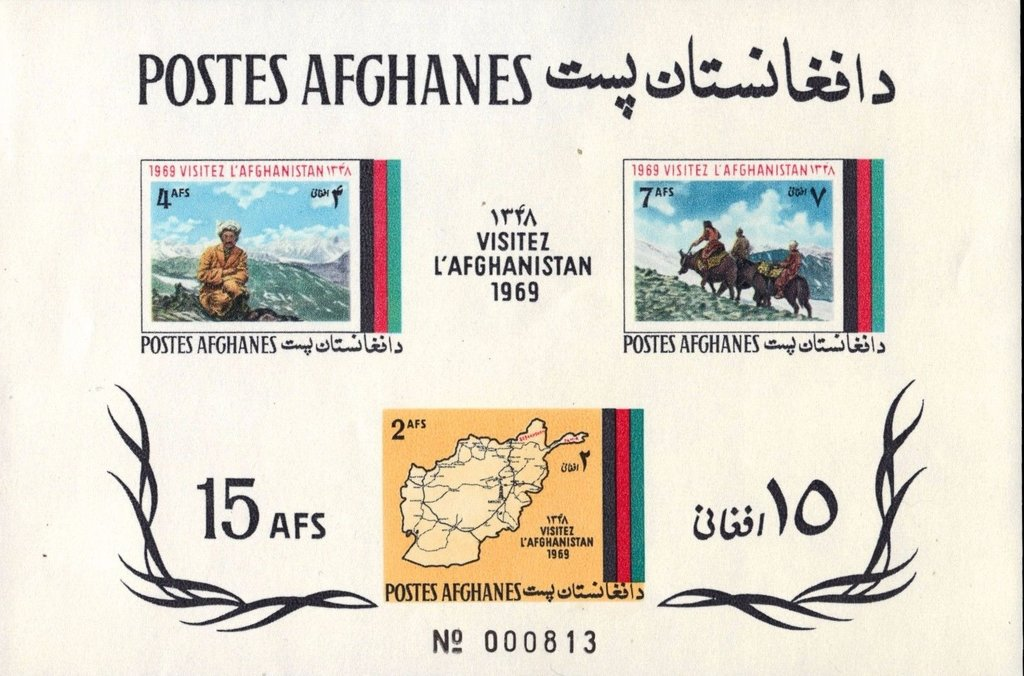
Región de Badakhshan y las montañas de Pamir
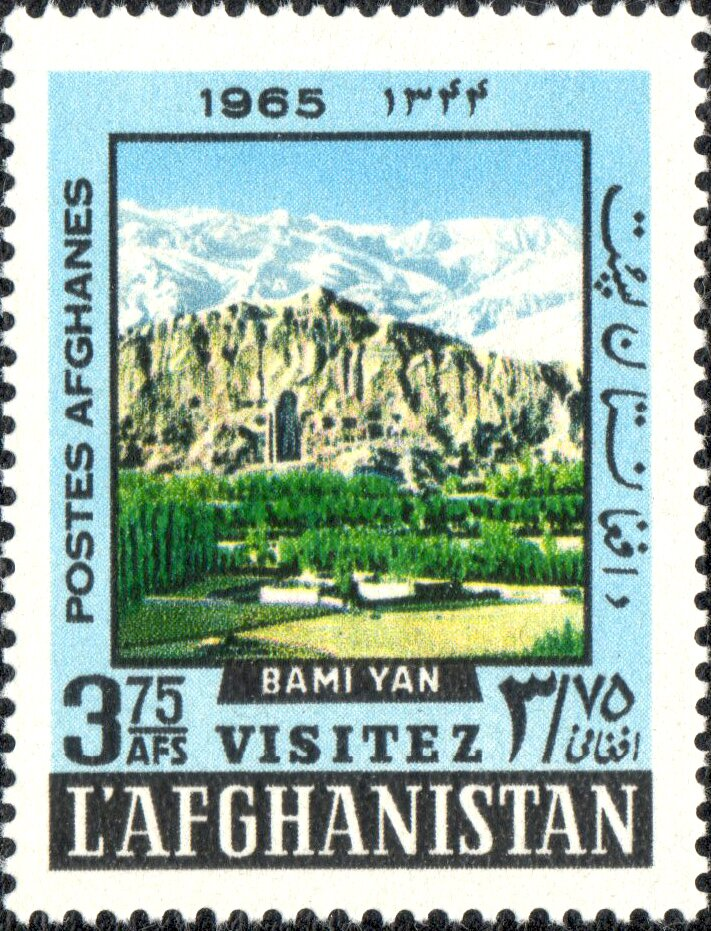
Budas de Bamyan
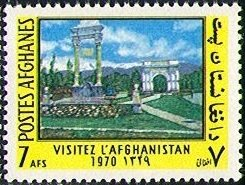
Arco triunfal de Paghman